# San Emilio (Buenos Aires)
San Emilio es una localidad del partido de General Viamonte, provincia de Buenos Aires, Argentina.

## Población
Cuenta con 142 habitantes (Indec, 2010), lo que representa un descenso del 32 % frente a los 209 habitantes (Indec, 2001) del censo anterior.
| Gráfica de evolución demográfica de San Emilio entre 1991 y 2010 |
|                                                                  |
| Fuente: Censos nacionales del INDEC                              |

## Historia
Para poder explicar la historia de la fundación de San Emilio y la llegada del ferrocarril, se debe conocer primero la vida de su fundador: José Máximo Fernández (h) y cómo llegó a estas tierras. 
José Máximo Fernández era hijo de Máximo Fernández, que en 1872 hace su aparición en lo que hoy es la "Estancia Montelén". 
Sabiendo que en los partidos fronterizos de 25 de mayo, Nueve de Julio, Bragado y Junín había campos desiertos desocupados y en venta a muy bajo precio, Máximo Fernández que por entonces trabajaba campos en Cañuelas, se llegó hasta el Bragado y compró, con intervención del juez de paz Don Narciso Lugones, 6 leguas cuadradas en $300.000 m/c equivalentes a unos $oro 12.000. 
Don Máximo trasladó sus haciendas a la nueva estancia y la pobló con árboles, hizo azoteas en todas sus poblaciones, cultivó frutales, mejoró el plantel de su hacienda e introdujo también la agricultura. 
Pasaron los años y el 8 de julio de 1896, vendió toda la fracción de campo al sur de la actual vía del FCO a Juan Meyer. Luego, en 1898, vendió a sus tres hijos 4.000 ha al norte de la vía, reservándose una fracción de 1.200 ha. 
En 1905, liquidó 6 leguas y se fue a vivir a Europa con las hijas. 
Entonces, su hijo José Máximo “Maximillo”, quedó dueño, junto a su hermano de estas tierras y llegó a ocupar el cargo de intendente municipal de Bragado. En el transcurso de su administración, dona al Ferrocarril del Oeste los terrenos en los que se construye la estación Máximo Fernández. El pueblo aún no se había formado. 
La colonia San Emilio (debe su nombre a su anterior dueño Emilio Castro), fue trazada y amojonada en agosto de 1908. 
En esos años se necesitaba un medio de transporte para llevar las materias primas: vacunos, lana, cereales y pasajeros hacia Bs.As. y hasta ese momento se hacía a lomo de caballo, en carretas tiradas por bueyes, en diligencias y en algún otro carruaje de tracción a sangre. En 1857, aparece el primer ferrocarril, con un tendido de 10 km. 
La inauguración del primer ferrocarril en el país es un hecho tan trascendental en su historia económica y política que hace necesario marcar el transcurso de más de un siglo no sólo para medir la importancia de la obra sino para recordar la magnitud del esfuerzo inicial. 
La agricultura estaba en sus comienzos y las dificultades con que se tropezaba para el transporte hacía que el área sembrada fuese insignificante en relación con la extensión de nuestro territorio. Con la ganadería ocurría lo propio. 
Por fin llegó el momento de inaugurar el primer ferrocarril hasta San José de Flores. El día anterior, el 29 de agosto, se llevó a cabo una travesía de prueba definitiva efectuando el recorrido un tren que conducía la Comisión Directiva y remolcaba La Porteña. El administrador, temeroso de algún contratiempo, hizo el trayecto a caballo a manera de piloto. 
A medida que los rieles se adentraban en el territorio infecundo, un cambio espectacular se operaba en todos los órdenes. Se ganaban tierras para la labranza; las comunicaciones se agilizaban y el transporte ya no era una aventura en medio de caminos casi inexistentes e intransitables. Y como natural consecuencia se fundaban poblaciones. 
Los presidentes Mitre, Avellaneda y Sarmiento efectuaron más tendido del ferrocarril hacia otras poblaciones del interior de la provincia de Bs. As., como así también fomentaron la inmigración. 
En 1877, la población de Bragado, recibe alborozada el arribo del primer convoy ferroviario. 
El pueblo de San Emilio, se proyectó primero que el de Los Toldos, pero esa idea no se concretó. 
Así lo cuenta Don Electo Urquizo, fundador de Los Toldos: 
…”En septiembre de 1892, me encontraba en Los Toldos en una de mis giras. Llegaron a “El Argentino” como de paso, los Sres. Roberts, gerente del FCO y Brians, director ingeniero del mismo y un Sr. Pita, empleado. Ellos vinieron de regreso de Lincoln, pues había ido desde Bragado a dar un vistazo al proyectado ramal de esa a Lincoln. Yo hice lo mejor posible para agasajarlos tanto en la comida como en el hospedaje. Esa noche, mientras que cenábamos, les pregunté, que si se llevaba a cabo el ramal de Bragado a Lincoln, dónde pensaban ubicar la estación que quedara más próxima a mi negocio. El señor Roberts me respondió entonces que una estación estaba proyectada en San Emilio y la otra en La Delfina. Yo le interrogué al Sr. Roberts, por qué no hacían la estación en mi campito que yo les cedería gratuitamente todo el terreno que la Compañía necesitara para la estación. 
- Eso no es posible – me dijo el Sr. Gerente – porque la estación quedaría muy cerca de San Emilio y muy distante de la de Bayauca. En el término medio quedará la Estancia La Delfina. 
- Sres. – les dije, como inspirado por una voz secreta – si ustedes me hacen la estación en mi campito, yo les voy a formar un pueblito. Este local es un punto céntrico para la formación de un pueblo que será muy pronto cabeza de partido. 
Para inclinarlos más a estos señores en favor de mi petición, les conté mi viaje desde Tucumán a estas tierras y todo lo que había trabajado. 
En diciembre de 1892 me escribieron diciéndome que la estación se construiría en mi campito. Yo creí soñar. 
Enseguida comencé a lotear mi campito y pronto el pobrerío de Bragado, Nueve de Julio y Junín acudió a comprarme lotes y quintas. Los hacía propietarios en un abrir y cerrar de ojos. Nadie vendió más barato que yo. Don Máximo Fernández, por ejemplo, delineó un pueblo en San Emilio con solares y quintas y exigió $250 por cada solar y al contado. Pero así consiguió vender sólo dos solares que compró el comerciente Don Alejandro Arzuaga.” (…) 
Fue así que Electo Urquizo pudo armar el pueblo de Los Toldos antes que Máximo Fernández, el de San Emilio. 
La Colonia San Emilio fue trazada y amojonada, como se dice anteriormente, por el Agrimensor Enrique Glade dentro del campo de Don José Máximo Fernández en agosto de 1908, de acuerdo a los planos. 
Aún no se sabe a ciencia cierta, cuándo se fundó nuestro pueblo, pero se averiguará. 
Actualmente la población ha decrecido, el ferrocarril se privatizó y la estación está cerrada y casi abandonada. Todo el pueblo desearía mejorar el aspecto de tan antiguo edificio, pero la realidad económica de la gente no permite hacer tanto gasto. Necesita algunos revoques y pintura. Sólo pasan trenes de carga y tres veces a la semana pasa el tren de pasajeros de Once a Lincoln y de Lincoln a Once. Si bien este transporte le da vida al pueblo, es escaso y no representa una solución para los pobladores que necesitan un medio de transporte para trasladarse a la ciudad de Los Toldos, porque no existe ninguno. La gente viaja como puede, siempre con algún voluntario que tenga auto y pueda llevarla. Es como vivir en esta localidad hace muchos, muchos años donde sólo algunos pocos tenían auto y sólo había sulkys o jardineras. 
Era mucha la gente que trabajaba: el Jefe, era el encargado y responsable de que todo funcionara bien, tenía a su cargo los Cambistas o Relevantes. Ellos se encargaban de vender los boletos, enviar las encomiendas, mercaderías, vacunos, cereales, etc. Además, hacían los cambios de vía, encendían los faroles, bajaban y subían la señal. 

## Escuela N.º 8 “José Máximo Fernández”
La historia de la Escuela N.º 8 empieza con la fundación del pueblo de San Emilio. La misma se abrió el 1 de junio de 1910 en la casa y terreno que el fundador del pueblo cedía gratuitamente ( y luego en otras casas), hasta que se hubiese edificado la escuela que aún perdura y que lleva de nombre “JOSÉ MÁXIMO FERNANDEZ”. 
En el primer saloncito de 45 m² cabían apenas los alumnos de 1.º y 2.º grado, pues eran entonces ya 80 niños. 
En 1928 se concluyó la obra completa. 
En 1932 se completó la escuela hasta 6.º grado, con una matrícula de 230 alumnos funcionando en dos turnos. 
El descenso demográfico hizo que hoy la escuela cuente con 60 alumnos de 1.º a 9.º años.

## Jardín de infantes Alfonsina Storni N.º 907
Desde la década de 1970, los vecinos de San Emilio han trabajado para lograr tener en el pueblo un jardín de infantes, pero, pese a todas las tramitaciones que se hicieron, se logró este objetivo. 
El 9 de julio de 1983, se inauguró con la presencia de autoridades municipales, educativas y todos los vecinos y alumnos.

## Club Social y Deportivo San Emilio
El nacimiento del Club Social y Deportivo San Emilio, surge el 31 de octubre de 1969, cuando socios y simpatizantes de la Sociedad de Fomento y del Club Atlético, se reúnen en una Asamblea Extraordinaria para decidir la fusión de ambas instituciones. 
El resultado de la votación favoreció la unión de los clubes, dejando como sede social la de la Sociedad de Fomento, por estar en mejores condiciones edilicias y el Club Atlético aportó el campo de deportes (cancha de fútbol). 
El mismo día se conformó la Comisión Directiva, siendo elegido en el cargo de presidente, Denney Verna, que por ese entonces se desempeñaba como Jefe de la estación de ferrocarril en este pueblo. 
Fue muy próspera la actividad que realizó esta comisión como así también las que sucedieron porque todo el pueblo la apoyó. 

## Capilla de Nuestra Señora de Fátima
La capilla de Nuestra Señora de Fátima existe gracias al esfuerzo y a la profunda fe de la población, que inicia sus reuniones en un andén del ferrocarril un 20 de julio de 1958. 
La señora Judith Horno de Adamini donó el terreno. 
Por especial gestión de la Srta. Sara Socorro Cejo se consigue la imagen de la Virgen de Fátima, donada por la Asociación Católica Portuguesa. Llega a San Emilio el 16 de noviembre de 1958, siendo recibida jubilosamente por toda la población. 
Un grupo de damas del pueblo son quienes llevan adelante la organización de celebraciones y el mantenimiento de la misma. Dos catequistas concurren semanalmente desde la ciudad de Los Toldos, preparando a los niños que toman la Primera Comunión y Confirmación. 

## Unidad Sanitaria
En el año 1948 se crea la Sala de Primeros Auxilios en San Emilio por gestión de la Sociedad de Fomento, funcionando en esos tiempos en diversos lugares hasta que se construyera el edificio propio por gestión del diputado Sr. Rufino Herce. Su primera enfermera fue la Sra. Elsa Benaghi, que actualmente vive en la localidad de 9 de Julio (Prov. de Buenos Aires). Una hermana todavía sigue viviendo en San Emilio. 
Hoy cuenta con enfermera, médico clínico, odontóloga, médico ginecólogo, que atienden una vez por semana.

## Puesto de vigilancia
Hasta la década del ’70 existió un Destacamento Policial en la propiedad cedida por la familia Horno que fuera creado en 1932. luego fue levantada. El 2 de diciembre de 1990, se creó el 2 de diciembre de 1990, mediante la iniciativa y gestión de la comisión pro – edificio presidida por el sr. Hugo González. 
Su encargado es el Teniente Sr: Nicolás Intilángelo. 

## Producción del videoclip: «Cruel y Despiadado»
El lugar donde transcurren las principales escenas del videoclip de Jimena Barón, como todos los del álbum, fueron rodado sen la ciudad de San Emilio, con la dirección de Jesica Praznik.
Los habitantes del barrio y las dueñas de la casa participaron del videoclip en escenas. 

## Unidad Postal
El 2 de julio de 1910 inició sus funciones la estafeta postal. 
Hoy la Unidad Postal funciona anexa en el edificio de la Cooperativa Eléctrica, atendida por la sra. Amabelia Frutos. 

## Sociedad de Fomento
Surge por un grupo de vecinos. Su presidente es el sr. Luis Romero. 

## Cooperativa Eléctrica
Fue fundada el 21 de junio de 1958, por un grupo de vecinos que ante la necesidad de la comunidad, decide dar solución al problema de suministro eléctrico. 
Actualmente el Consejo de Administración está presidido por el Sr. Carlos Emilio Costedoat.

## Grupo de danzas “El Fortín”
Comenzó en el año 2003 por iniciativa de la Comisión Directiva de Club Social y Deportivo San Emilio, donde desarrolla sus actividades, bajo la dirección del Profesor Sr. Roberto Linzuain. Lo integran 20 personas entre niños y adultos. 

## Corredor verde
El 17 de agosto de 2007 quedó inaugurado el “corredor Verde”, en terrenos del ferrocarril. Se plantaron ejemplares de árboles de distintas especies. 

## Nombre de las calles
Por una inquietud de los alumnos de 1.º y 2.º año de la Escuela N.º 8, se elaboró un proyecto para que las calles tengan nombre. Sólo tres calles lo tenían: Belgrano, Sarmiento y José M. Horno. Después de realizar una encuesta entre los vecinos, dio como resultado que los nombres de las calles serían de plantas de la zona: 
Los Eucaliptos, Los Fresnos, Los Sauces, Las Acacias, Los Aromos… 
También el 17 de agosto, con la presencia de autoridades se inauguró dicha nomenclatura urbana.

## Comisión Pro Gas Licuado
Esta comisión trabaja para lograr la instalación de gas licuado en el pueblo. 

## Comisión Pro Acceso San Emilio -Los Toldos
Desde hace muchos años se lucha para que se construya el pavimento que una el pueblo con la ciudad cabecera: Los Toldos. De realizarse sería muy importante para el pueblo porque estaría más comunicado y evitaría el despoblamiento.